# Amantis biroi
Amantis biroi es una especie de insecto de la familia Mantidae.

## Distribución geográfica
Se encuentra en la India, Islas Molucas, Sulawesi y las islas Sunda.